# Federazione di baseball dell'Honduras
La Federazione honduregna di baseball (spa. Federación Hondureña de Béisbol) è un'organizzazione fondata per governare la pratica del baseball e del softball in Honduras.
Organizza il campionato maschile e di softball femminile, e pone sotto la propria egida la nazionale maschile e di softball femminile.